# Tim Golke

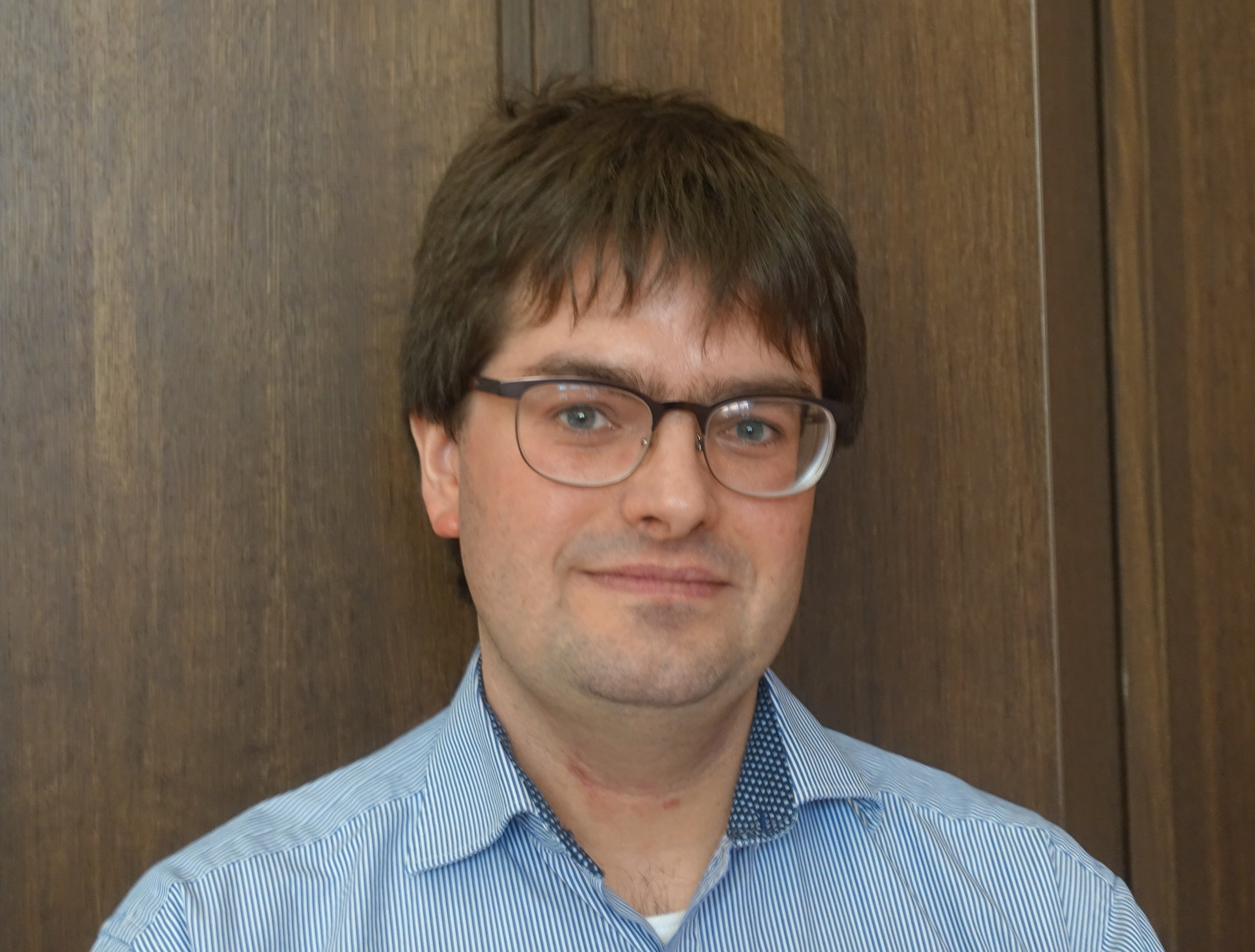
Tim Golke Februar 2019

Tim Golke (* 30. August 1982 in Bremen) ist ein deutscher Jurist und Gewerkschafter. 

## Werdegang
Golke legte 2001 in Bremen das Abitur ab und studierte anschließend bis 2004 Stadtplanung an der Technischen Universität Hamburg-Harburg und dann bis 2012 Rechtswissenschaften in Kiel und Hamburg. Er ist Mitglied der Vereinigung Demokratischer Juristinnen und Juristen und war ehrenamtlicher Mitarbeiter beim DGB. Einigen Jahren war er hauptamtlicher Gewerkschaftssekretär beim Landesvorstand von ver.di in Hamburg und ist jetzt tätig für den VdK in Itzehoe.
2011 trat Golke für die Hamburgische Bürgerschaft als Kandidat der Linken im Wahlkreis Hamburg-Mitte an, scheiterte jedoch zunächst. Nachdem sich Joachim Bischoff aus gesundheitlichen Gründen aus der Bürgerschaft zurückgezogen hatte, rückte Golke am 1. Dezember 2011 nach. Bei der Bürgerschaftswahl 2015 trat er nicht mehr an und war als Rechtsanwalt tätig.
Golke ist verheiratet und Vater eines Kindes. Er wohnt in Hamburg.

## Veröffentlichungen
- mit anderen Autoren: Gebührenrecht im sozialgerichtlichen Verfahren, Nomos Verlag, Baden-Baden 2009, ISBN 978-3-8452-1497-9